# Frederic Thesiger (político)
Frederic John Napier Thesiger (12 de agosto de 1868 - 1 de abril de 1933) fue un político británico, que ejerció el puesto de Virrey de la India entre 1916 y 1921.

## Biografía
Educado en el Magdalen College de Oxford, Thesiger trabajó durante su juventud en el Consejo del Condado de Londres. Tras la muerte de su padre en 1905, se convirtió en el 3.er Barón Chelmsford, siendo nombrado Gobernador de Queensland (1905 - 1909), y pasando posteriormente a ser Gobernador de Nueva Gales del Sur (1909 - 1913). Dejó Australia ese año para dirigir un regimiento en la India. Tras un rápido ascenso, se convirtió en Virrey de la India en 1916, sucediendo a Lord Hardinge.
Su virreinato fue un periodo de malestar en la región, debido sobre todo a la implantación de las llamadas "Reformas Montagu-Chelmsford" (en honor del Virrey y de Edwin Samuel Montagu, Secretario de Estado para la India, en ese momento), que daba más autoridad a los cuerpos representativos nativos, pero que provocaron graves disturbios, culminando con la implantación de la ley marcial y con la llamada Masacre de Amritsar en 1919. Estos hechos llevaron al Congreso Nacional Indio a boicotear las primeras elecciones regionales en 1920, y Chelmsford volvió al Reino Unido totalmente desacreditado, acusado de incompetencia, lo que no impidió que se le otorgara la dignidad de Vizconde.
En 1924, a pesar de haber apoyado hasta entonces al Partido Conservador, Chelmsford fue convencido para unirse al gobierno laborista de Ramsay MacDonald como Primer Lord del Almirantazgo, aunque era un puesto técnico y nunca se unió al partido.
Tras la caída del gobierno, se retiró de la vida política, dedicando sus últimos años a trabajar en el Comité para el Bienestar de los Mineros y en proyectos educacionales.
- Datos: Q336268
- Multimedia: Frederic Thesiger, 1st Viscount Chelmsford / Q336268